# European Super League (Videojuego)
European Super League (es. Super Liga Europea) es un videojuego de fútbol desarrollado por Coyote Developments y Crimson y publicado por Virgin Interactive para Dreamcast, PlayStation y Microsoft Windows en 2001.

## Jugabilidad
Los jugadores pueden seleccionar entre 16 equipos europeos con licencia, incluidos A.C. Milan, Bayern Munich, Juventus, Liverpool y Real Madrid, con nombres y semejanzas de jugadores reales, así como estadios y equipaciones precisos. Se proporcionan dos métodos de control, un método de control básico que utiliza un conjunto limitado de botones, junto con un método de control más avanzado que brinda a los jugadores "más libertad y control". Los modos de juego incluyen partidos amistosos, entrenamientos, torneos y ligas personalizados y el modo principal de la Superliga Europea (basado libremente en la UEFA Champions League).

## Equipos
- AC Milan
- Ajax
- Bayer 04 Leverkusen
- Benfica
- Olympiacos
- Juventus
- FC Bayern München
- IFK Göteborg
- Internazionale
- FC Barcelona
- Liverpool FC
- Chelsea FC
- Borussia Dortmund
- Olympique de Marseille
- Paris Saint Germain
- Real Madrid

## Desarrollo
El juego fue desarrollado utilizando una versión modificada del motor utilizado para Viva Football, un título de 1998 también desarrollado por Crimson y publicado por Virgin Interactive. El productor David Casey le dijo a la revista Oficial Dreamcast que su objetivo era "hacer que ESL sea más accesible [que Viva Football] ralentizando el juego y haciendo que los controles sean más fáciles de usar".
Los 16 equipos fueron elegidos, según el productor David Casey, para proporcionar "los mejores equipos de los principales territorios (Inglaterra, España, Francia, Alemania, Italia) y luego seleccionaron un equipo conocido de los otros países para formar los 16". Los desarrolladores se limitaron a dos equipos de la Premier League debido a un contrato preexistente que la liga tenía con Electronic Arts, los desarrolladores de la serie FIFA. El Manchester United fue citado como uno de los equipos disponibles en las previas, [3] pero fue reemplazado por el Chelsea en el partido lanzado.
Los desarrolladores también afirmaron haber grabado audio real en cada uno de los 16 estadios incluidos en el juego para dar una sensación de realismo al juego y la diferenciación entre estadios.

## Recepción
La revista oficial Dreamcast otorgó el título 70/100, y el crítico Steve Hill afirmó que era "tan bueno como cualquier [título de fútbol Dreamcast] actualmente disponible "y que" lo que le falta en delicadeza, lo compensa en atmósfera y autenticidad". Escribiendo en la revista Dreamcast, Martin Mathers le dio al juego un 58/100, comentando que "Las imágenes, aunque son adecuadas, no son exactamente alucinantes y toda la experiencia parece un poco lenta para nuestro gusto". Greg Howson de The Guardian le dio al juego 3/5 estrellas, argumentando que los jugadores pueden "maravillarse con la calvicie modelada con precisión de Zidane y los estadios ciertamente impresionantes, pero gemir cuando comienza el partido".